# Otonye Iworima
Otonye Iworima, née le 13 avril 1976, est une athlète nigériane.

## Carrière
Otonye Iworima est médaillée d'argent du triple saut aux Jeux du Commonwealth de 2006 à Melbourne, puis médaillée de bronze du triple saut aux Championnats d'Afrique d'athlétisme 2006 à Bambous ainsi qu'aux Jeux africains de 2007 à Alger, aux Championnats d'Afrique d'athlétisme 2010 à Nairobi et aux Jeux africains de 2011 à Maputo.
Elle est également championne du Nigeria du triple saut en 2011.